# Graincourt-lès-Havrincourt
Graincourt-lès-Havrincourt is een gemeente in het Franse departement Pas-de-Calais (regio Hauts-de-France) en telt 636 inwoners (2011). De plaats maakt deel uit van het arrondissement Arras.

## Geografie
De oppervlakte van Graincourt-lès-Havrincourt bedraagt 11,5 km², de bevolkingsdichtheid is 55,3 inwoners per km².
De onderstaande kaart toont de ligging van Graincourt-lès-Havrincourt met de belangrijkste infrastructuur en aangrenzende gemeenten.

## Demografie
Onderstaande figuur toont het verloop van het inwonertal (bron: INSEE-tellingen).
Op het grondgebied van de gemeente liggen de Britse militaire begraafplaatsen Sucrerie British Cemetery en Sanders Keep Military Cemetery met gesneuvelden uit de Eerste Wereldoorlog.
1. ↑  Populations de référence 2022.